# RS-476
Pour les articles homonymes, voir Route 476.
La RS-476 est une route locale de l'État du Rio Grande do Sul qui relie le district d'Alziro Ramos, à São Francisco de Paula, à celui de Saiqui, à Canela. Elle débute à l'embranchement avec la RS-110 et s'achève à la jonction avec la RS-235. Elle traverse la municipalité de São Francisco de Paula, son plus long tronçon. Elle n'est pas asphaltée.
Elle est longue de 64 km. 